# Вайшнавская сахаджия
Вайшнавская сахаджия — одна из форм тантрического вайшнавизма, зародившаяся в Бенгалии в XIV веке.

## История
Принято считать, что первые сахаджии принадлежали к буддийским тантрикам и появились в XIV веке. В последующие века, многие из бенгальских тантрических буддистов и индусов приняли вайшнавизм или испытали на себе его влияние. В XVII веке сахаджии начали отождествлять себя с набравшим к тому времени силу гаудия-вайшнавизмом, адаптировав гаудия-вайшнавскую религиозную систему к своим тантрическим сексуальным практикам. Ассоциируясь с популярным в то время движением Чайтаньи, сахаджии стремились повысить свой авторитет и популярность.
Со временем движение вайшнавских сахаджиев набрало силу и приобрело много последователей, особенно в Бенгалии. Сахаджии называли Чайтанью основателем своего движения, а гаудия-вайшнавские тексты — своими священными писаниями. По этой причине сахаджиев начали путать с ортодоксальными гаудия-вайшнавами. Со временем, ортодоксальный гаудия-вайшнавизм часто стал отождествляться с сахаджией и считаться «религией секса».
В конце XIX века гаудия-вайшнавский святой Бхактивинода Тхакур стал одним из деятелей, выступивших против сахаджий и предпринявших попытки восстановить доброе имя гаудия-вайшнавизма. Работу Бхактивиноды продолжил его сын Бхактисиддханта Сарасвати, получивший известность как основатель гаудия-вайшнавской организации «Гаудия-матх».